# 基尔桑·伊柳姆日诺夫
基尔桑·尼古拉耶维奇·伊柳姆日諾夫（俄语：Кирса́н Никола́евич Илюмжи́нов；1962年4月5日—），又名乌尔姆金·基尔桑，是一位卡爾梅克富商和政治家。他曾任俄羅斯聯邦卡尔梅克共和国第一任首脑（1993年-2010年），曾任世界国际象棋联合会主席（1995年-2018年）。

## 個人生活
伊柳姆日諾夫出生於卡爾梅克共和國的埃利斯塔。他的父母是1943年卡爾梅克人集體流放的受害者。他在埃利斯塔長大，其時斯大林早已去世，卡爾梅克人獲得許可回歸故里。他自小對國際象棋感興趣，1976年以14歲的年齡奪得卡爾梅克全國象棋錦標賽的冠軍。。1989年畢業於莫斯科國立國際關係學院。